# Ferdinand von Bauer

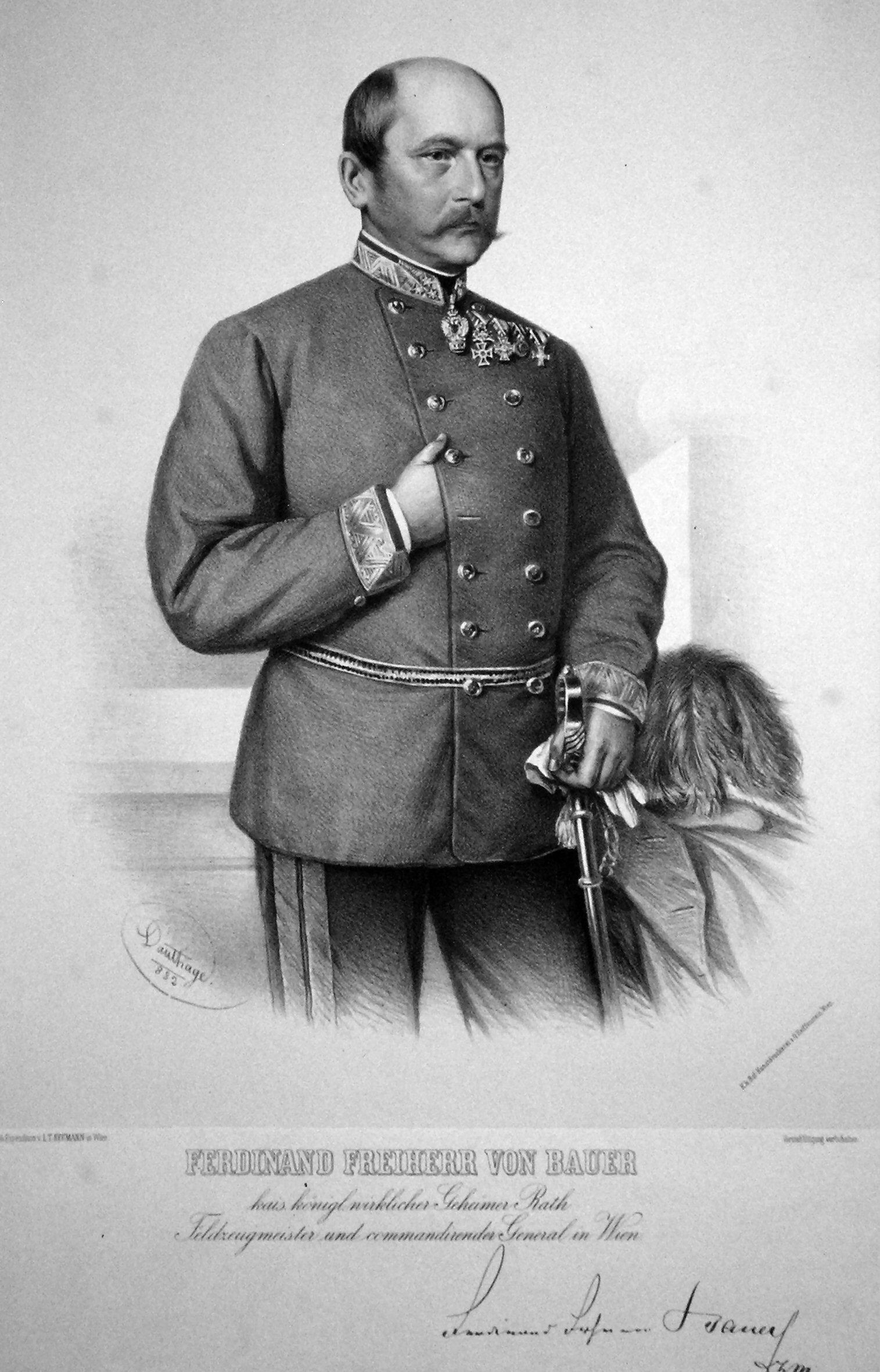
Ferdinand von Bauer, litografía por Adolf Dauthage, 1882.

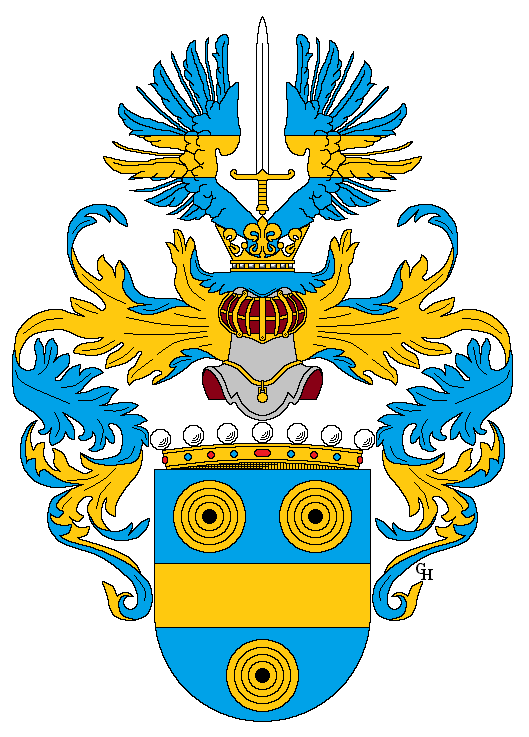
Escudo de armas concedido a Bauer en su elevación al estatus de Freiherr, 1881.

Ferdinand von Bauer, nacido Ferdinand Bauer (7 de marzo de 1825 - 22 de julio de 1893), fue un general del Ejéricto austrohúngaro y Ministro de Guerra desde 1888 hasta su muerte en 1893.

## Biografía
Ferdinand Bauer se enroló en la academia Imperial y Real de ingenieros en 1836, fue comisionado como teniente en el cuerpo de ingenieros en 1841, y fue puesto en el servicio activo como Hauptmann en 1848. En 1849 luchó para los Habsburgo en la Revolución húngara. Fue promovido a mayor en 1859 y luchó como comandante de brigada en la tercera guerra de Independencia italiana.
Entre 1869 y 1871, Bauer fue comandante de guarnición en Temeswar y entre 1878 y 1881 fue comandante militar en Hermannstadt (ambas en la moderna Rumania). Después sirvió como comandante general en Viena hasta 1888. En 1881 fue nombrado general de Artillería y se le dio el mando del 84.º Regimiento de Infantería. El 16 de marzo de 1888, Bauer fue nombrado Ministro de Guerra Imperial y Real.
Bauer murió "inesperadamente después de una corta enfermedad" el 22 de julio de 1893. Su procesión funeral desde el Ministerio de Guerra (ahora Am Hof 2) hasta el Augartenbrücke tuvo lugar el 25 de julio de 1893, con la asistencia del emperador Francisco José I. Desde el Augartenbrücke el féretro fue llevado a la estación ferroviaria k.k. Nordbahnhof y desde ahí a su cripta familiar en Lemberg (ahora Lviv en Ucrania).

## Condecoraciones
- Cruz al Mérito Militar por su valor personal en la batalla de Solferino, 1859.[3]
- Cruz de Caballero de la Orden de Leopoldo por su valor personal en la batalla de Custoza, 1866.
- Orden de la Corona de Hierro, 2.ª clase y promoción al estatus de Freiherr, 1878.[3]
- Caballero de la Orden de la Corona de Hierro, 1.ª clase, 1884.[5]
- Gran Cruz de la Orden de Leopoldo, 1887[3]